# Campeonato Húngaro de Futebol Feminino
O Campeonato Húngaro de Futebol Feminino (em húngaro: Női Nemzeti Bajnokság, abreviado como Női NB) é a principal liga de futebol feminino da Hungria. É organizada pela Federação Húngara de Futebol e atualmente possui 8 times. A equipe campeã garante uma vaga na Liga dos Campeões de Futebol Feminino da UEFA.

## Formato
Na temporada de 2019/20 o campeonato foi dividido em três fases: principal, playoff e final. Na fase principal, cada equipe jogará três vezes (duas vezes em casa e uma vez fora ou uma vez em casa e duas vezes fora) contra todos os times, ao final das partidas a equipe com a maior pontuação estará direto na fase final, enquanto os segundo e terceiro colocados disputam a vaga restante na fase de playoff.

## Campeões

### Por temporada
| Temporada | Campeão       | Vice-Campeão       | Terceiro lugar    | Artilheira                       | Gols |
| --------- | ------------- | ------------------ | ----------------- | -------------------------------- | ---- |
| 1984/85   | László Kórház | Renova             | FC Femina         | Edit Kern (Renova)               |      |
| 1985/86   | László Kórház | Renova             | FC Femina         | Edit Kern (Renova)               |      |
| 1986/87   | László Kórház | Renova             | FC Femina         | Edit Kern (Renova)               |      |
| 1987/88   | FC Femina     | Renova             | László Kórház     | Edit Kern (Renova)               |      |
| 1988/89   | László Kórház | FC Femina          | Renova            |                                  |      |
| 1989/90   | Renova        | FC Femina          | László Kórház     |                                  |      |
| 1990/91   | FC Femina     | Renova             | László Kórház     | Ibolya Vrábel (Femina)           | 36   |
| 1991/92   | Renova        | László Kórház      | FC Femina         | Katalin Bökk (Femina)            | 24   |
| 1992/93   | Renova        | László Kórház      | FC Femina         | Éva Szarka (László Kórház)       | 27   |
| 1993/94   | László Kórház | Renova             | FC Femina         | Beáta Fülöp (Renova)             | 27   |
| 1994/95   | László Kórház | FC Femina          | Pécsi Fortuna     | Ilona Szabó (Eger)               | 26   |
| 1995/96   | FC Femina     | Renova             | László Kórház     | Szilvia Ruff (László Kórház)     | 27   |
| 1996/97   | FC Femina     | Renova             | Pécsi Fortuna     | Anett Nagy (Femina)              | 25   |
| 1997/98   | László Kórház | Renova             | FC Femina         | Szilvia Ruff (Renova)            | 30   |
| 1998/99   | László Kórház | Íris-Hungaro-Kábel | FC Femina         | Anita Pádár (László Kórház)      | 21   |
| 1999/2000 | László Kórház | FC Femina          | Renova            | Anita Pádár (László Kórház)      | 22   |
| 2000/01   | FC Femina     | Renova             | Viktória          | Anita Pádár (Renova)             | 23   |
| 2001/02   | FC Femina     | Renova             | Viktória          | Anita Pádár (Femina)             | 24   |
| 2002/03   | FC Femina     | László Kórház      | Viktória          | Anita Pádár (Femina)             | 22   |
| 2003/04   | Viktória      | MTK Hungária       | László Kórház     | Anita Pádár (Femina)             | 31   |
| 2004/05   | MTK Hungária  | Viktória           | FC Femina         | Anita Pádár (Femina)             | 27   |
| 2005/06   | FC Femina     | MTK Hungária       | Viktória          | Anita Pádár (Femina)             | 34   |
| 2006/07   | FC Femina     | Viktória           | MTK Hungária      | Anita Pádár (Femina)             | 29   |
| 2007/08   | FC Femina     | Viktória           | MTK Hungária      | Anita Pádár (Femina)             | 53   |
| 2008/09   | Viktória      | MTK Hungária       | Ferencvárosi      | Anita Pádár (Femina)             | 44   |
| 2009/10   | MTK Hungária  | Viktória           | Győri Dózsa       | Anita Pádár (Femina)             | 38   |
| 2010/11   | MTK Hungária  | Viktória           | Taksony           | Anita Pádár (Femina)             | 35   |
| 2011/12   | MTK Hungária  | Viktória           | Astra Hungary     | Anita Pádár (Femina / MTK)       | 57   |
| 2012/13   | MTK Hungária  | Astra Hungary      | Viktória          | Anita Pádár (MTK)                | 55   |
| 2013/14   | MTK Hungária  | Astra Hungary      | Ferencvárosi      | Anita Pádár (MTK)                | 28   |
| 2014/15   | Ferencvárosi  | MTK Hungária       | Dorogi Egyetértés | Anita Pádár (MTK)                | 24   |
| 2015/16   | Ferencvárosi  | MTK Hungária       | Viktória          | Slađana Bulatović (Ferencvárosi) | 30   |
| 2016/17   | MTK Hungária  | Ferencvárosi       | Győri ETO         | Ebere Orji (Ferencvárosi)        | 27   |
| 2017/18   | MTK Hungária  | Ferencvárosi       | DVTK              | Lilla Sipos (Győri ETO)          | 19   |
| 2018/19   | Ferencvárosi  | MTK Hungária       | DVTK              |                                  |      |
| 2019/20   | a definir     | a definir          | a definir         |                                  |      |

### Por equipe
| Clube                   | Campeonatos | Último título |
| ----------------------- | ----------- | ------------- |
| 1. FC Femina            | 10          | 2007/08       |
| László Kórház SC        | 9           | 1999/2000     |
| MTK Hungária FC         | 8           | 2017/18       |
| Renova FC               | 3           | 1992/93       |
| Ferencvárosi TC         | 3           | 2018/19       |
| Viktória FC-Szombathely | 2           | 2008/09       |